# Murray (Iowa)
Murray – miasto w Stanach Zjednoczonych, w stanie Iowa, w hrabstwie Clarke. W 2000 liczyło 766 mieszkańców.